# Berec
A Berec a latin (Brictius) névből származó régi magyar személynév, jelentése vitatott. Egy verzió szerint értelme magas, magaslat. Mások szerint eredetileg Szent Bereck (Brictius) püspöknek a valószínűleg gall eredetű neve a forrása.

## Gyakorisága
Az 1990-es években szórványosan fordult elő, a 2000-es években nem szerepel a 100 leggyakoribb férfinév között.

## Névnapok
- június 3.[3]